# Pilatus PC-6
Pilatus PC-6 Turbo Porter je enomotorno turbopropelersko transportno letalo. Izdelan je v švicarski tovarni letal Pilatus Aircraft. 
PC-6 je poznano v svetu kot letalo za kratke vzlete in pristanke (STOL) na skoraj kakršnem koli terenu. Vzleti lahko na terenu krajšem od 195 m, pristane pa pri pičlih 130 m pristajalne steze, medtem ko nosi na sebi 1500 kg tovora. Zahvaljujoč karakteristiki STOL, drži PC-6 višinski svetovni rekord med letali v pristanku na 5750 m na ledeniku Dhaulagiri v Nepalu.

## Zasnova in razvoj letala
Prvi PC-6 je zagledal luč sveta leta 1959 in do danes so jih izdelali več kot 500, od tega jih je okoli 300 še danes v redni uporabi.
Visokokrilni Porter je narejen kot večnamensko letalo. Prototip letala je vzletel 4. maja 1959. Prvi serijski PC-6 je bil dostavljen leta 1961 in je imel 6 cilindrični batni motor GSO480, vendar ga je kmalu zamenjal turbopropelerski motor.
Prvi PC-6/A Turbo Porter jr vzletel maja 1963 in ga je poganjal turbopropelerski motor s 410 kW Turboméca Astazou II. Danes pa je večina letal PC-6 opremljena z motorji Pratt & Whitney Canada PT6A.
V Združenih državah Amerike PC-6 izdelujejo po licenci v podjetju Fairchild Hiller. V zračnih silah ZDA pa letalo leti pod oznakama U-23 Peacemaker in pa UV-20 Chiricahua.
Porter je kljub ostarelemu ogrodju še vedno v proizvodnji. Vendar pa je skoraj edino letalo, ki lahko po komaj 400 m, polno natovorjeno vzleti brez kakršnih koli težav.

## Uporaba
V večini se letala uporabljajo za urjenje padalcev in v vojaške namene.
Dva primerka tega letala (L6-02, L6-03) ima v uporabi tudi Slovenska vojska.
Tri PC-6 uporablja tudi podjetje Aviofun iz Libelič pri Dravogradu.

## Uporabniki

### Vojaški uporabniki
| Alžirija        |                                                                                                 |
| Angola          |                                                                                                 |
| Argentina       |                                                                                                 |
| Avstrija        | Avstrijsko vojno letalstvo (Österreichische Luftstreitkräfte)                                   |
| Avstralija      | Avstralska vojska (Australian Army)                                                             |
| Bolivija        |                                                                                                 |
| Burma (Mjanmar) |                                                                                                 |
| Čad             |                                                                                                 |
| Ekvador         |                                                                                                 |
| Francija        |                                                                                                 |
| Iran            |                                                                                                 |
| Kolumbija       |                                                                                                 |
| Mehika          |                                                                                                 |
| Oman            |                                                                                                 |
| Peru            |                                                                                                 |
| Slovenija       | VL in ZO SV                                                                                     |
| Švica           | Švicarsko vojno letalstvo (Schweizer Luftwaffe, Forces aériennes suisses, Forze Aeree Svizzere) |
| Tajska          | Kraljevo tajsko vojno letalstvo (Kong Thab Akat Thai)                                           |
| ZDA             | Vojno letalstvo ZDA (United States Air Force)                                                   |
| ZDA             | Kopenska vojska ZDA (United States Army)                                                        |

## Sorodne izvedenke
- Sorodna izvedba: PAC 750XL
- Zaporedne izvedbe (Kopenska vojska ZDA – Serija U): U-17 - U-18 - U-22 - U-23 – U-24 - U-25 - U-26
- Zaporedne izvedbe (Kopenska vojska ZDA – Serija V): XV-15 - V-16 - V-18 - UV-20 – V-22 - V-23